# 16. Oscar-gála
Az 16. Oscar-gálát, az  Amerikai Filmakadémia díjátadóját 1944. március 2-án tartották meg. Az Oscar-díjátadók kinőtték az éttermeket és báltermeket, az új helyszín a Hírességek sétányán álló Grauman’s Chinese Theater lett, mely egy kínai pagodát mintázó filmszínház. Ekkor nyerte mai külsőségeit a gála, hogy műsort, filmrészleteket, dalokat és humort szolgáltatnak a vendégeknek, akik között most 200 amerikai sorkatona is helyet kapott.[forrás?] A Casablanca, Kertész Mihály filmje nyolc jelöléséből hármat váltott díjra. A férfi főszerep díjazott Paul Lukas (Lukács Pál) lett. A Casablanca Los Angeles-i bemutatója ugyanakkor volt, amikor Franklin D. Roosevelt és Winston Churchill az azonos nevű marokkói városban találkozott és döntöttek a háború további alakulásáról.
A Hollywoodba akkreditált külföldi kritikusok 1944-ben megalapították saját filmes díjukat, a Golden Globe-ot, amelyet egy héttel korában adtak át az Oscarnál. Ennek tudható be az, hogy a Golden Globe-nyertes Jennifer Jones kapta a legjobb női főszereplő Oscart is, Ingrid Bergman helyett, aki a Casablanca és az Akiért a harang szól filmekben játszott.[forrás?]
Utoljára választották ki tíz filmből a legjobbat, 2009-ig csak öt filmet lehetett jelölni.
A díjátadót a CBS Radio közvetítette világszerte, 30 perces adásban.

## Kategóriák és jelöltek
nyertesek félkövérrel jelölve

### Legjobb film
- Casablanca – Warner Bros. – Hal B. Wallis
  - Akiért a harang szól (For Whom the Bell Tolls) – Paramount – Sam Wood
  - Heaven Can Wait – 20th Century-Fox – Ernst Lubitsch
  - Bernadette (The Song of Bernadette) – 20th Century-Fox – William Perlberg
  - Az élet komédiája[3]/Emberi színjáték[4] (The Human Comedy) – Metro-Goldwyn-Mayer – Clarence Brown
  - Különös eset (The Ox-Bow Incident) – 20th Century-Fox – Lamar Trotti
  - Madame Curie – Metro-Goldwyn-Mayer – producer: Sidney Franklin
  - Társbérlet (The More the Merrier)[5] – Columbia – George Stevens
  - Őrség a Rajnán (Watch on the Rhine) – Warner Bros. – Hal B. Wallis
  - Rendületlenül (In Which We Serve) – Two Cities, United Artists (British) – Noël Coward

### Legjobb színész
- Paul Lukas (Lukács Pál) – Őrség a Rajnán (Watch on the Rhine)
  - Humphrey Bogart – Casablanca
  - Gary Cooper – Akiért a harang szól (For Whom the Bell Tolls)
  - Walter Pidgeon – Madame Curie
  - Mickey Rooney – Az élet komédiája/Emberi színjáték (The Human Comedy)

### Legjobb színésznő
- Jennifer Jones – Bernadette (The Song of Bernadette)
  - Jean Arthur – Társbérlet (The More the Merrier)
  - Ingrid Bergman – Akiért a harang szól (For Whom the Bell Tolls)
  - Joan Fontaine – Madame Curie
  - Greer Garson – The Constant Nymph

### Legjobb férfi mellékszereplő
- Charles Coburn – Társbérlet (The More the Merrier)
  - Charles Bickford – Bernadette (The Song of Bernadette)
  - J. Carrol Naish – Szahara (Sahara)
  - Claude Rains – Casablanca
  - Akim Tamiroff – Akiért a harang szól (For Whom the Bell Tolls)

### Legjobb női mellékszereplő
- Katína Paxinú – Akiért a harang szól (For Whom the Bell Tolls)
  - Gladys Cooper – Bernadette (The Song of Bernadette)
  - Paulette Goddard – Angyalok a tűzvonalban (So Proudly We Hail!)[6]
  - Anne Revere – Bernadette (The Song of Bernadette)
  - Lucile Watson – Őrség a Rajnán (Watch on the Rhine)

### Legjobb rendező
- Kertész Mihály – Casablanca
  - Clarence Brown – Az élet komédiája/Emberi színjáték (The Human Comedy)
  - Henry King – Bernadette (The Song of Bernadette)
  - Ernst Lubitsch – Heaven Can Wait
  - George Stevens – Társbérlet (The More the Merrier)

### Legjobb eredeti történet
- Az élet komédiája/Emberi színjáték (The Human Comedy) – William Saroyan
  - Ütközet az Észak-Atlanti-óceánon (Action in the North Atlantic) – Guy Gilpatric
  - Irány Tokió! (Destination Tokyo) – Steve Fisher
  - Társbérlet (The More the Merrier) – Frank Ross, Robert Russell
  - A gyanú árnyékában (Shadow of a Doubt) – Gordon McDonell

### Legjobb eredeti forgatókönyv
- Princess O'Rourke – Norman Krasna
  - A légierő (Air Force) – Dudley Nichols
  - Rendületlenül (In Which We Serve) – Noël Coward
  - The North Star – Lillian Hellman
  - Angyalok a tűzvonalban (So Proudly We Hail!) – Alan Scott

### Legjobb adaptált forgatókönyv
- Casablanca – Philip Epstein, Julius J. Epstein, Howard Koch forgatókönyve Murray Burnett és Joan Alison Everybody Comes to Rick's című színműve alapján
  - Holy Matrimony – Nunnally Johnson forgatókönyve Arnold Bennett Buried Alive című regénye alapján
  - Társbérlet (The More the Merrier) – Richard Flournoy, Lewis R. Foster, Frank Ross, Robert Russell forgatókönyve Frank Ross és Robert Russell elbeszélése alapján
  - Bernadette (The Song of Bernadette) – George Seaton forgatókönyve Franz Werfel regénye alapján
  - Őrség a Rajnán (Watch on the Rhine) – Dashiell Hammett forgatókönyve Lillian Hellman színműve alapján

### Legjobb operatőr
- Arthur C. Miller - Bernadette (The Song of Bernadette) (ff)
  - A légierő (Air Force) – James Wong Howe, Elmer Dyer és Charles A. Marshall
  - Casablanca – Arthur Edeson
  - Corvette K-225 – Tony Gaudio
  - Öt lépés Kairó felé (Five Graves to Cairo) – John F. Seitz
  - Az élet komédiája/Emberi színjáték (The Human Comedy) – Harry Stradling
  - Madame Curie – Joseph Ruttenberg
  - The North Star – James Wong Howe
  - Szahara (Sahara) – Rudolph Maté
  - Angyalok a tűzvonalban (So Proudly We Hail!) – Charles Lang
- Hal Mohr és W. Howard Greene - Az operaház fantomja (Phantom of the Opera) (színes)
  - Akiért a harang szól (For Whom the Bell Tolls) – Ray Rennahan
  - Heaven Can Wait – Edward Cronjager
  - Hello, Frisco, Hello – Charles G. Clarke és Allen Davey
  - Lassie hazatér (Lassie Come Home) – Leonard Smith
  - Thousands Cheer – George J. Folsey

### Látványtervezés
Fekete-fehér filmek
- James Basevi, William S. Darling, Thomas Little – Bernadette
  - Hans Dreier, Ernst Fegte, Bertram Granger – Öt lépés Kairó felé (Five Graves to Cairo)
  - Albert S. D’Agostino, Carroll Clark, Darrell Silvera, Harley Miller – Flight for Freedom
  - Cedric Gibbons, Paul Groesse, Edwin B. Willis, Hugh Hunt – Madame Curie
  - Carl Weyl, George J. Hopkins – Mission to Moscow
  - Perry Ferguson, Howard Bristol – The North Star

Színes filmek
- Alexander Golitzen, John B. Goodman, Russell A. Gausman, Ira S. Webb – Az operaház fantomja (Phantom of the Opera)
  - Hans Dreier, Haldane Douglas, Bertram Granger – Akiért a harang szól (For Whom the Bell Tolls)
  - James Basevi, Joseph C. Wright, Thomas Little – The Gang's All Here
  - John Hughes, George J. Hopkins – This Is the Army
  - Cedric Gibbons, Daniel Cathcart, Edwin B. Willis, Jacques Mersereau – Thousands Cheer

### Legjobb vágás
- A légierő (Air Force) – George Amy
  - Casablanca – Owen Marks
  - Öt lépés Kairó felé (Five Graves to Cairo) – Doane Harrison
  - Akiért a harang szól (For Whom the Bell Tolls) – Sherman Todd. John Link
  - Bernadette (The Song of Bernadette) – Barbara McLean

### Legjobb vizuális effektus
- Crash Dive – Fred Sersen
  - A légierő (Air Force) – Hans Koenekamp és Rex Wimpy
  - Bombardier – Vernon L. Walker
  - The North Star – Clarence Slifer és Ray Binger
  - Angyalok a tűzvonalban (So Proudly We Hail!) – Farciot Edouart és Gordon Jennings
  - Állj cselekvésre készen! (Stand by for Action) – A. Arnold Gillespie és Donald Jahraus

### Legjobb animációs rövidfilm
- The Yankee Doodle Mouse (Frederick Quimby)
- The Dizzy Acrobat (Walter Lantz)
- The 500 Hats of Bartholomew Cubbins (George Pal)
- Greetings Bait! (Leon Schlesinger)
- Imagination (Dave Fleischer)
- Reason and Emotion (Walt Disney)

### Legjobb eredeti filmzene

#### Filmzene drámai filmben vagy vígjátékban
- Bernadette (The Song of Bernadette) – Alfred Newman
  - The Amazing Mrs. Holliday – Hans J. Salter és Frank Skinner
  - Casablanca – Max Steiner
  - Commandos Strike at Dawn – Louis Gruenberg és Morris Stoloff
  - Tuskólábú (The Fallen Sparrow) – C. Bakaleinikoff és Roy Webb
  - Akiért a harang szól (For Whom the Bell Tolls) – Victor Young
  - A hóhér halála (Hangmen Also Die!) – Hanns Eisler
  - Hi Diddle Diddle – Philip Boutelje
  - In Old Oklahoma – Walter Scharf
  - Johnny Come Lately – Leigh Harline
  - The Kansan – Gerard Carbonara
  - Lady of Burlesque – Arthur Lange
  - Madame Curie – Herbert Stothart
  - The Moon and Sixpence – Dimitri Tiomkin
  - The North Star – Aaron Copland
  - Victory Through Air Power – Edward H. Plumb, Paul J. Smith és Oliver Wallace

#### Filmzene musicalfilmben
- This Is the Army – Ray Heindorf
  - Coney Island – Alfred Newman
  - Hit Parade of 1943 – Walter Scharf
  - Az operaház fantomja (Phantom of the Opera) – Edward Ward
  - Saludos Amigos – Edward H. Plumb, Paul J. Smith és Charles Wolcott
  - Légből kapott vőlegény (The Sky’s the Limit) – Leigh Harline
  - Something to Shout About – Morris Stoloff
  - Stage Door Canteen – Frederic E. Rich
  - Star Spangled Rhythm – Robert Emmett Dolan
  - Thousands Cheer – Herbert Stothart

## Statisztika

### Egynél több jelöléssel bíró filmek
- 12 : Bernadette (The Song of Bernadette)
- 9 : Akiért a harang szól (For Whom the Bell Tolls)
- 8 : Casablanca
- 7 : Madame Curie
- 6 : Társbérlet (The More the Merrier), The North Star
- 5 : Az élet komédiája/Emberi színjáték (The Human Comedy)
- 4 : A légierő (Air Force), Az operaház fantomja (Phantom of the Opera), Angyalok a tűzvonalban (So Proudly We Hail!), Őrség a Rajnán (Watch on the Rhine)
- 3 : Öt lépés Kairó felé (Five Graves to Cairo), Heaven Can Wait, Szahara (Sahara), Saludos Amigos, This is the Army, Thousands Cheer
- 2 : A hóhér halála (Hangmen Also Die!); Hello, Frisco, Hello; Hit Parade of 1943, In Old Oklahoma, Rendületlenül (In Which We Serve), Légből kapott vőlegény (The Sky's the Limit), Something to Shout About, Stage Door Canteen, Star Spangled Rhythm

### Egynél több díjjal bíró filmek
- 4 : Bernadette (The Song of Bernadette)
- 3 : Casablanca
- 2 : Az operaház fantomja (Phantom of the Opera)